# 科纳克
科纳克（法語：Cosnac，法語發音：[konak]）是法国科雷兹省的一个市镇，属于布里夫拉盖亚尔德区。

## 地理
科纳克（45°8'3"N, 1°35'8"E）面积19.98 平方千米，位于法国新阿基坦大区科雷兹省，该省份为法国中南部省份，北起上维埃纳省和克勒兹省，西接多爾多涅省，南至洛特省，东临多姆山省和康塔爾省。
与科纳克接壤的市镇（或旧市镇、城区）包括：布里夫拉盖亚尔德、拉沙佩勒欧布罗、达尼亚、瑞雅勒-拿撒勒、朗特伊、马勒莫尔、蒂雷讷。
科纳克的时区为UTC+01:00、UTC+02:00（夏令时）。

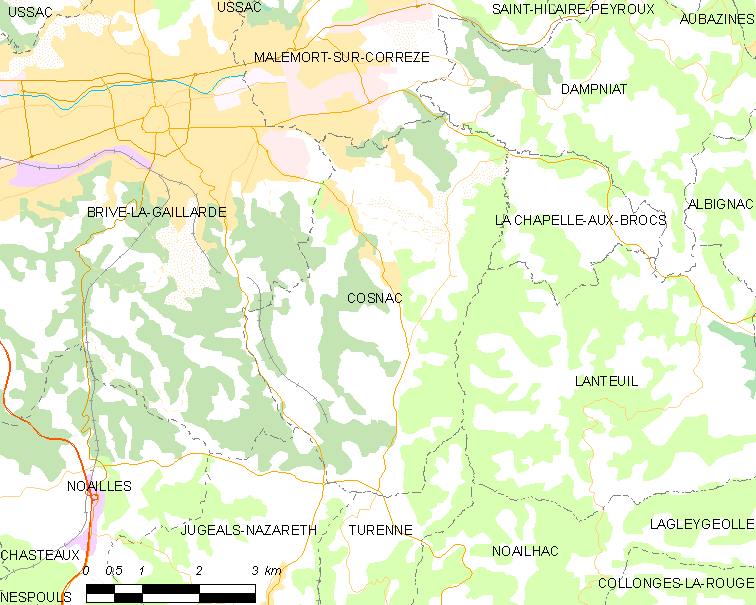
科纳克的OSM定位图

## 行政
科纳克的邮政编码为19360，INSEE市镇编码为19063。

## 政治
科纳克所属的省级选区为布里夫拉盖亚尔德第三县。

## 人口

1962-2008年间科纳克人口变化图示

科纳克于2022年1月1日时的人口数量为3042人。